# Pilot Speed
Pilot Speed ist eine kanadische Pop-Rock-Band aus Toronto, Ontario, bestehend aus Todd Clark, Chris Greenough, Ruby Bumrah und Bill Keeley.

## Bandgeschichte
Pilot Speed wurde 1999 in Toronto, Ontario, unter dem Namen „Pilate“ gegründet. Ihre Debüt-EP wurde 2001 veröffentlicht. Im Anschluss daran wurden sie von MapleMusic Recordings unter Vertrag genommen. Ihre ersten beiden Alben Caught by the Window und Sell Control for Life's Speed wurden in den Jahren 2003 und 2006 jeweils von MapleMusic Records veröffentlicht.
Am 26. Juni 2006 gab die Band bekannt, dass sie ihren Namen in „Pilot Speed“ ändern würde aufgrund möglicher Rechtsstreitigkeiten mit Firmen außerhalb Kanadas. Ihr zweites Album wurde schließlich in den Vereinigten Staaten am 19. September 2006 unter dem Namen Into the West veröffentlicht. Dabei arbeiteten sie mit Wind-up Records zusammen.
Die erste Single ihres zweiten Albums Into the West ist Barely Listening, welche auch im Videospiel NHL 07 verwendet wurde.
Der Song Alright gehört zum Soundtrack des Films Death Sentence – Todesurteil, der 2007 veröffentlicht wurde und wird u. a. in der Schluss-Szene verwendet.
Am 30. Juni 2008 gab Pilot Speed bekannt, dass sie an einem neuen Album zusammen mit Produzent Dennis Herring arbeiten. Dieses wurde im April 2009 in Kanada und den USA veröffentlicht und trug den Namen Wooden Bones.

## Diskografie

### Alben
- 2003: Caught by the Window
- 2006: Sell Control for Life's Speed
- 2006: Into the West
- 2009: Wooden Bones

### Singles
- Into Your Hideout
- Alright
- Melt into the Walls
- Overrated
- Barely Listening
- Lover Come In
- Ambulance
- Put the Phone Down